# Kołobrzeg Kostrzewno Wąskotorowe
Kołobrzeg Kostrzewno Wąskotorowe – stacja kolejowa Kołobrzeskiej Kolei Wąskotorowej w Kołobrzegu. W 1962 została zamknięta.
Przez stacje przechodziła linia z Gościna do Kołobrzegu Wąskotorowego.